# Södra Björnsjön
Södra Björnsjön är en sjö i Örnsköldsviks kommun i Ångermanland och ingår i Gideälvens huvudavrinningsområde. Sjön är 8,8 meter djup, har en yta på 0,115 kvadratkilometer och befinner sig 165 meter över havet.

## Delavrinningsområde
Södra Björnsjön ingår i det delavrinningsområde (704583-163134) som SMHI kallar för Mynnar i Norra Björnsjön. Medelhöjden är 218 meter över havet och ytan är 11,32 kvadratkilometer. Det finns inga avrinningsområden uppströms utan avrinningsområdet är högsta punkten. Vattendraget som avvattnar avrinningsområdet har biflödesordning 3, vilket innebär att vattnet flödar genom totalt 3 vattendrag innan det når havet efter 57 kilometer. Avrinningsområdet består mestadels av skog (78 procent). Avrinningsområdet har 0,12 kvadratkilometer vattenytor vilket ger det en sjöprocent på 1 procent.